# Orchi della Terra di Mezzo
(J. R. R. Tolkien, Il Silmarillion)
Gli Orchi (Orchetti nelle edizioni italiane antecedenti al 2003, Orcs nell'originale inglese) sono una razza di Arda, l'universo immaginario fantasy creato dallo scrittore inglese J. R. R. Tolkien.

## Origine
Si tratta di creature di forma umanoide, una progenie elfica corrotta nella mente e nel corpo da Melkor storpiando e torturando gli Elfi da lui imprigionati in Utumno durante la Prima Era, come spiegato ne Il Silmarillion: l'ainu decaduto infatti non li ha creati, non è in grado di creare alcun essere vivente «a causa della sua ribellione nello Ainulindalë prima dell'Inizio», ma la progenie degli Orchi si riproduce perpetuando l'originaria corruzione e Melkor li ha resi suoi schiavi sebbene queste creature in cuor loro lo detestino.

## Fisionomia e comportamento

Un gruppo di orchi nell'adattamento cinematografico di Peter Jackson.

Gli Orchi sono creature grottesche e deformi, dalla pelle verde scuro fino a rosa chiaro e dalle braccia particolarmente lunghe. Il volto è schiacciato, la bocca ampia dotata di zanne, gli occhi rossi particolarmente adatti a vedere al buio dato che trascorrono gran parte della loro vita in caverne e gallerie: odiano infatti e mal sopportano, fatta eccezione per gli Uruk-hai di Saruman, la luce del sole, la quale gli "rende molli le gambe e fa girar loro la testa." Per tale motivo, durante la battaglia dei Campi del Pelennor, Sauron oscura il cielo con i fumi del Monte Fato favorendo l'avanzata del suo esercito. La loro altezza varia, da quella paragonabile a quella di un uomo (seppur molto basso) a quella di uno Hobbit.
Intimamente crudeli, antropofagi e all'occorrenza cannibali, sono tuttavia molto ingegnosi e valenti sia nelle opere minerarie che nella lavorazione dei metalli, in particolar modo quando si tratta di produrre armi e strumenti di tortura.
Sia Melkor che, dopo di lui, Sauron non si curano della loro incolumità sia per malvagità sia perché, più semplicemente, gli Orchi si riproducono rapidamente rimpiazzando le perdite.
Per questo motivo, per esempio, Sauron non si cura che gli Orchi di stanza presso il passo di Cirith Ungol siano l'unica fonte di cibo per Shelob:
(Il Signore degli Anelli, p. 873.)

### Tipologie di Orchi
Gli Orchi furono "generati" da Melkor nella Prima Era; da allora si diversificarono in un gran numero di razze, sparse qua e là per le Grandi Terre; la razza più antica è quella degli Orchi del Nord, i servitori di Morgoth; essi vivevano in Angband o sparsi per il Beleriand, tuttavia non erano una razza uniforme, poiché anch'essi erano piuttosto diversificati, infatti esistono:
- gli Orchetti, gli orchi più comuni e di bassa statura, rispetto a uomini e agli elfi;
- gli Orchi "di una razza feroce, crudeli e astuti", che nei Racconti incompiuti assalgono il Brethil, venendo poi sgominati dagli Uomini dei Boschi guidati da Túrin;
- i Gong, presenti nei Racconti perduti e definiti come " esseri maligni oscuramente apparentati con gli Orchi", ma elencati assieme agli Orchi come una razza a sé stante. Essi saccheggiarono il Nargothrond dopo la caduta di questo ad opera di Glaurung; tuttavia non è certo se poi Tolkien li abbia cancellati dalle leggende o essi siano parte degli Orchi in generale che servono Morgoth;
- i Goblin, Orchi leggermente più bassi degli orchetti, alti infatti come i nani. Vivono sottoterra e vengono incontrati da Thorin Scudodiquercia nelle Montagne Nebbiose. Questa distinzione è presente soltanto nella trasposizione cinematografica realizzata da Peter Jackson, in cui nella prima trilogia sono degli Orchi dalla pelle verde ed equipaggiati con rudimentali equipaggiamenti di ferro, mentre nella seconda come esseri deformi a causa di malattie. Nell'opera originale di Tolkien, "Goblin" non è altro che un sinonimo di Orco, utilizzato quasi esclusivamente ne Lo Hobbit. "Orc" non è una parola inglese, e Goblin sarebbe, quindi, soltanto la sua traduzione: ne Le due torri, il termine Goblin viene utilizzato riferendosi agli Uruk-hai di Saruman, mostrando fuor di dubbio la sua natura di sinonimo.
- infine ci sono i Sarqindi, Orchi cannibali citati sempre nei Racconti perduti e incontrati da Eärendil nei suoi viaggi.[5]

A seguito del crollo del Thangorodrim e della disfatta di Morgoth, gli Orchi fuggirono dal settentrione e si rifugiarono nella Terra di Mezzo orientale; qui probabilmente cominciarono a creare problemi ai Nani e agli Uomini. Gran parte di loro si riversò nelle Montagne Nebbiose, ove si diversificarono ulteriormente in una gran numero di tribù con dialetti e costumi differenti.
Nella guerra di Sauron contro l'Eriador, gli Orchi fecero parte del suo esercito; in seguito, allorché egli fu sconfitto, si rifugiarono a Mordor con lui, ma solo una piccola percentuale, che però Sauron nutrì facendola incrementare di numero. Da essi ricavò i cosiddetti Occhirossi, gli Orchi soldati che fino al termine della Terza Era furono la maggior componente delle sue legioni.
Negli ultimi due secoli della Terza Era ad opera dei malvagi Maiar dimoranti nella Terra di Mezzo si ebbe un'ulteriore, terribile modifica degli Orchi. Sauron, infatti, cercò di rendere queste infami creature più robuste, riuscendovi; ed ottenne gli Uruk, Orchi neri molto grossi e forzuti, che causarono gravi danni a Gondor. Oltre a servire come potente legione a Mordor, alcuni Uruk furono inviati nelle miniere delle Montagne Nebbiose, dove divennero dei veri e propri signori, e fornendo a Sauron degli utili servi in un luogo così distante.
Infine, nell'ultimo mezzo secolo della Terza Era, lo stregone traditore Saruman modificò questi Uruk, rendendoli ancor più robusti, tanto da coprire in viaggio lunghe distanze e di sopportare la luce del sole. Solitamente questi Orchi chiamavano se stessi Uruk-hai, mentre le altre razze venivano da loro dispregiativamente definite snaga, schiavi. Come se non bastasse, il perfido Saruman infuse ad alcuni Uomini sangue di Orco, ottenendo l'orribile generazione dei mezzi-orchi, alti come Uomini ma con il viso crudelmente simile a quello orchesco. Mentre è probabile che almeno gli Uruk-hai di Saruman si estinsero a seguito della sconfitta della battaglia del Trombatorrione, i mezzi-orchi furono invece rilasciati dagli Hobbit dopo la battaglia di Lungacque, e quindi si mescolarono alle genti dell'Eriador.
All'inizio della Quarta Era, con la sconfitta di Sauron gli orchi fuggirono e ormai allo sbando, senza più una guida, molto probabilmente vennero tutti sterminati dagli uomini dei Regni Uniti mentre i goblin che abitavano nelle montagne nebbiose vennero uccisi dai nani della stirpe di Durin. Durante quest'era l'unico luogo in tutta la Terra di Mezzo dove si potevano incontrare Orchi erano solo le Montagne Grigie a nord che durante la Terza Era erano infestate ancora da alcuni draghi.

## Etimologia, edizione inglese e traduzione italiana
Tolkien riprende il nome orc e ork direttamente dal vocabolo in antico inglese che compare nel poema epico medioevale Beowulf e che si riferisce ad alcune creature mostruose della schiatta di Grendel.
Dal termine in antico inglese, lo scrittore conia il vocabolo sindarin «orch» (con il plurale «yrch») e «uruk» nel linguaggio nero utilizzati, assieme a «orc», in gran parte della sua produzione, anche se ne Lo Hobbit utilizza quasi esclusivamente il termine «goblin».
Questa discrepanza dipende dal fatto che l'ambientazione de Lo Hobbit, pur attingendo per molti aspetti (nomi, personaggi, creature e luoghi) a quell'insieme di scritti sulla Terra di Mezzo che costituiranno Il Silmarillion, non era stata concepita inizialmente da Tolkien come coincidente con la Terra di Mezzo, e il romanzo manteneva un impianto favolistico di varia ispirazione.
Nello specifico, un'importante fonte per l'ideazione degli Orchi era stata, oltre al Beowulf, la favola La principessa e l'orco (The Princess and the Goblin, 1872) dello scrittore scozzese George MacDonald. Gli Orchi di Tolkien mostrano, tuttavia, alcune differenze rispetto agli originali: amano cantare ritmate e feroci liriche e hanno i piedi robusti e resistenti dove invece quelli degli Orchi di MacDonald sono delicati.
Nell'originale inglese de Lo Hobbit (che viene pubblicato nel 1937) il termine «orc» non viene, quindi, utilizzato se non in due casi: quando Gandalf cerca di spaventare Bilbo menzionando le creature delle Terre Selvagge e nel nome della spada elfica Orcrist rinvenuta tra gli oggetti del tesoro dei Troll Berto, Maso e Guglielmo. Tutte le altre occorrenze del romanzo riportano, in assonanza con l'opera di MacDonald, il termine «goblin», anche se si tratta comunque di creature già simili a quelle delle successive opere tolkeniane.
Una versione iniziale degli Orchi, molto diversa come fisionomia da quelle successive, compare nella poesia di Tolkien Goblin Feet (Piedi d'orco) che venne pubblicata nell'annuario Oxford Poetry del 1915 e, successivamente, in Book of Fairy Poetry (Libro della poesia fiabesca, 1920) di Dora Owen. In Goblin Feet, gli Orchi sono descritti come «minuscole creature elfiche e i suoni del loro canto e della loro danza [sono] magici».
Nelle edizioni in italiano del Signore degli Anelli per l'editore Rusconi, dal 1970 fino all'acquisizione di Bompiani e alla revisione della Società Tolkieniana Italiana nel 2003, la parola inglese «orc» viene tradotta come «orchetto».
La scelta stilistica, che l'ha differenziata per lungo tempo dall'edizione italiana Adelphi de Lo Hobbit, dove veniva utilizzato il termine «orco» (per quanto, come già detto, nell'originale inglese di quest'opera fosse utilizzato «goblin»), rientra in una più ampia e complessa vicenda editoriale relativa alla pubblicazione italiana del romanzo.
Si può dire che goblin sia un termine arcaico.

## Orchi famosi

### Azog
È un orco albino che viene menzionato ne Lo Hobbit e nell'appendice A de Il Signore degli Anelli. Del suo aspetto si apprende esclusivamente che era: «un grande Orco con un'enorme testa coperta da un elmo, eppure agile e veloce.». Tolkien descrive Azog come un guerriero «crudele e pieno di astuzia», dotato di una forza sovrumana tale da rompere il collo di Náin nonostante il nano avesse un collare di ferro a proteggerlo.
Azog viene definito come "orco" ne Il Signore degli Anelli e come "goblin" ne Lo Hobbit. Ne Lo Hobbit Gandalf, in una discussione con Thorin, dice appunto che Azog appartiene alla razza dei Goblin: «Tuo nonno Thròr fu ucciso, come ben ricordi, nelle miniere di Moria da Azog il Goblin.». Questa apparente discrepanza dipende dal fatto che Lo Hobbit, mantenendo un impianto favolistico, ha una narrazione incentrata maggiormente sul punto di vista degli hobbit, e "goblin" è appunto il termine con cui soprattutto gli hobbit chiamano gli orchi. Nei film di Peter Jackson invece i due termini indicano due razze distinte, e Azog "Il profanatore" è definito solo come orco.
Nelle prime due edizioni de Lo Hobbit non era specificato il nome dell'orco che uccide Thrór. Il nome Azog fu inserito nella terza edizione de Lo Hobbit pubblicata nel 1966, successiva all'uscita della seconda edizione del 1965 de Il Signore degli Anelli. Il nome Azog ha un'origine sconosciuta e, secondo John D. Rateliff, potrebbe derivare dal linguaggio nero di Mordor.
Azog è il capo degli Orchi che, durante la Terza Era, prendono possesso delle miniere di Moria, antica fortezza del popolo di Durin. Quando Thròr (nonno di Thorin Scudodiquercia), insieme al suo amico Nár, ritorna a Moria per visitarne le antiche dimore, viene catturato dopo aver varcato il cancello delle miniere e massacrato da Azog e dai suoi subordinati. Dopo aver decapitato Thròr e inciso sul suo viso il suo nome con il fuoco in rune naniche, Azog restituisce la testa del nano a Nár, assieme a un sacchetto di monetine, e offende aspramente il popolo di Durin definendoli "accattoni barbuti", non prima di essersi proclamato nuovo signore di Moria.
Questo evento dà inizio alla guerra fra Orchi e Nani. Durante la Battaglia di Nanduhirion o Azanulbizar, dove gli Orchi assalgono i Nani, Azog esce dalle sue dimore per affrontare i nemici e spezza il collo di Náin, nipote di Thrór, che lo aveva sfidato. Nell'epilogo della battaglia, però, venne ucciso dal giovane Dáin II Piediferro, che gli mozza la testa davanti ai cancelli di Moria. Al termine della battaglia i Nani prendono la testa mozzata di Azog e, prima di infilzarla in cima ad un'asta, gli inseriscono in bocca il sacchetto di monetine che l'Orco aveva dato a Nár.
Nella trilogia de Lo Hobbit di Peter Jackson, il ruolo di Azog è interpretato da Manu Bennett con la tecnica del motion capture. In origine il personaggio non avrebbe dovuto avere l'aspetto che appare nel film. Tuttavia, quando Peter Jackson decise di dare maggior spazio al personaggio, modificò il suo aspetto per renderlo più minaccioso e singolare. Per questa ragione, per il ruolo di Azog Jackson decise di non usare uno stuntman, ma di scegliere un attore prestante fisicamente come Bennett. Nel film è rappresentato come un grosso orco albino che cavalca una mannara femmina bianca. L'orco è ancora vivo durante il periodo in cui si svolgono i film, poiché, a differenza di quanto scritto nel romanzo, non viene ucciso da Dáin, ma solo ferito da Thorin Scudodiquercia (che gli amputa la mano e parte dell'avambraccio sinistro).
Nel secondo film, diventa il comandante delle legioni di Sauron. Nella versione estesa, vi è un flashback della Battaglia di Azanulbizar: dopo aver ucciso Thrór, sconfigge in duello suo figlio Thráin e gli prende l'Anello. Nel terzo e ultimo film, Azog è il comandante di legioni degli orchi e guida le sue truppe in direzione della Montagna Solitaria per la battaglia dei Cinque Eserciti, con l'aiuto del figlio Bolg che comanda un secondo esercito di orchi provenienti dal Monte Gundabad. Durante la battaglia comanda le legioni dalla torre di Collecorvo e, sapendo dell'arrivo di Thorin, Fíli, Kíli e Dwalin, riesce con astuzia a separare i quattro e a uccidere Fíli. Successivamente si scontra con Thorin sul fiume ghiacciato di Collecorvo e riesce a ferire mortalmente quest'ultimo, che però ribalta velocemente la situazione e riesce a uccidere il profanatore trafiggendolo al petto con la spada elfica Orcrist.

### Balcmeg
Un grande capitano degli Orchi che guidò la sua gente nell'assedio di Gondolin; "fatto a pezzi" da Tuor.

### Bolg
Compare con un ruolo secondario e da antagonista nel romanzi Lo Hobbit, mentre viene menzionato nelle Appendici de Il Signore degli Anelli. All'interno del corpus dello scrittore, Bolg è un gigantesco orco a capo del vasto esercito di suoi simili e mannari che ne Lo Hobbit partecipa alla battaglia dei Cinque Eserciti contro elfi, nani e uomini.
Non si conosce nulla del suo aspetto e della sua personalità si apprende esclusivamente che era intenzionato a distruggere la dinastia di Durin. Il nome "Bolg" è di origine ignota; potrebbe derivare dalla parola "bolg", proveniente dalla lingua mágol, il cui significato è letteralmente "forte", oppure deriva da "bolg", una parola di significato sconosciuto che apparteneva all'antica lingua irlandese.
Bolg è il figlio di Azog. Dopo la morte di suo padre per causa di Dáin II Piediferro nella battaglia di Nanduhirion o Azanulbizar, Bolg giura che avrebbe vendicato suo padre e distrutto la dinastia di Durin.
Al comando di un grande esercito composto da orchi e mannari, Bolg si reca ai piedi della Montagna Solitaria dove affronta l'esercito composto dagli uomini della Città del Lago, gli Elfi Silvani e i Nani provenienti dai Colli Ferrosi nella battaglia dei cinque eserciti. Durante lo scontro, Bolg, affiancato dalle sue guardie del corpo, affronta molti nemici e va vicino alla vittoria, ma viene ostacolato dall'intervento del mutapelle Beorn, giunto improvvisamente sul campo di battaglia. Beorn, dopo aver sbaragliato le guardie del corpo di Bolg, attacca l'orco facendolo a pezzi. Alla morte del loro capo, l'esercito degli orchi e dei mannari si disgrega in preda al panico e viene sconfitto definitivamente.
Bolg compare con un ruolo di un certo rilievo nella trilogia cinematografica de Lo Hobbit diretta da Peter Jackson. In questa trilogia viene rappresentato come un enrome orco albino proprio come Azog. Nel secondo film prende il posto di suo padre (impegnato a comandare le legioni del Negromante) come cacciatore della compagnia di Thorin Scudodiquercia, inseguendola fino a Bosco Atro e la Città del Lago, dove si scontra con Legolas; nel terzo film comanda un'ulteriore legione del Negromante proveniente da monte Gundabad e, durante la battaglia dei Cinque Eserciti, uccide Kíli e arriva a un passo dall'uccidere anche Tauriel, venendo, però, fermato e ucciso da Legolas.
Bolg è interpretato nel secondo film da Lawrence Makoare (già interprete, nella trilogia originale, del Re stregone di Angmar, dell'Uruk-hai Lurtz e dell'orco Gothmog) e nel terzo da John Tui mediante la tecnica del motion capture, apparendo come un orco gigante albino esattamente come Azog. Nel primo film, il personaggio appariva brevemente in un flashback durante la battaglia di Azanulbizar, interpretato da Conan Stevens mediante la tecnica tradizionale del trucco prostetico: poiché, però, secondo Jackson sarebbe stato visivamente strano vedere Azog realizzato in CGI e Bolg in prostetico, ha riaccreditato questa prima versione come "Guardiano delle Celle Segrete di Dol Guldur", facendolo ricomparire anche nel terzo film come l'orco che tenta di uccidere Gandalf imprigionato, ma che viene spazzato via dalla luce emessa dall'Anello Nenya di Galadriel.

### Golfimpal
Re degli Orchi provenienti dal Monte Gramma, Golfimpal fu ucciso da Ruggitoro (o Ruggibrante, a seconda della traduzione) Tuc durante la battaglia di Terreverdi, nella Contea. Ruggitoro lo decapitò con un'ascia e la sua testa finì in una tana di coniglio, motivo per cui dal suo nome deriva quello del gioco del golf (nell'universo di Arda).
Curiosità: in inglese il suo nome è Golfimbul.

### Gorbag
Gorbag serve come capitano nella città di Minas Morgul; tuttavia, in occasione della caccia di Shelob ai danni di Frodo Baggins e Samvise Gamgee, Gorbag si reca al valico per controllare la situazione, e qui incontra Shagrat, capitano di Cirith Ungol, anch'egli giunto per vedere cos'è accaduto. Assieme i due orchi decidono di trasportare Frodo nella torre, allo scopo di perquisirlo e torturarlo; ma Gorbag, vista la cotta di maglia di Frodo, decide di contraddire gli ordini dei suoi padroni, tenendola per sé. Shagrat, in disaccordo, lo uccide e poi fugge, portando con sé il prezioso oggetto.
Nel film Il ritorno del re della trilogia cinematografica, Gorbag è interpretato da Stephen Ure.

### Gothmog
Nel libro, Gothmog è il luogotenente di Minas Morgul, ma non è specificata la sua natura: potrebbe infatti essere un orco, un Numenoreano nero o addirittura uno dei Nazgûl. Di lui sappiamo soltanto che rinvigorisce l'assedio di Minas Tirith subito dopo la morte di Théoden e poco prima dell'arrivo di Aragorn. Nel romanzo, non è specificato che fine faccia, ma è probabile che muoia in battaglia.
Nel film Il Signore degli Anelli - Il ritorno del re di Peter Jackson, Gothmog è interpretato dall'attore neozelandese Lawrence Makoare, che impersona anche il Re stregone di Angmar. In questo film, viene rappresentato come un grosso orco dalle orride fattezze che pare affetto da elefantiasi. È il comandante degli orchi che assedia Minas Tirith. La sua morte viene mostrata soltanto nella versione estesa: egli sta per assassinare Éowyn, che ha appena ucciso il Re stregone di Angmar, ma viene a sua volta trucidato da Aragorn e Gimli.

### Grande Goblin
È il re dei Goblin che, ne Lo Hobbit, catturano la compagnia di Thorin Scudodiquercia diretta verso Erebor. Il Grande Goblin è un personaggio minore nei romanzi di Tolkien. Nel libro del suo aspetto si apprende esclusivamente che era «un Goblin orrendo e dalla testa enorme» e che sedeva su un trono, una pietra larga e piatta. Malvagio e crudele, ma anche intelligente e astuto, il Grande Goblin appare per la prima volta quando cattura sulle Montagne Nebbiose la compagnia di Thorin Scudodiquercia diretta verso Erebor. Interroga personalmente il gruppo. Quando scopre in possesso dei Nani alcune delle spade che, in epoche passate, avevano abbattuto molti della sua specie, il Grande Goblin decide di punire il gruppo. Proprio in quel momento, però, interviene Gandalf che uccide il re con la spada Glamdring e libera i suoi compagni. Viene chiamato anche Re dei Goblin o Malevolenza da un suo stesso soldato-goblin.
Il personaggio compare nel film Lo Hobbit del 1977, diretto e prodotto da Jules Bass e Arthur Rankin Jr., dove è doppiato da John Stephenson.
Appare anche nella trasposizione cinematografica di Peter Jackson de Lo Hobbit dove è interpretato da Barry Humphries, attraverso la motion capture con la voce italiana di Massimiliano Plinio. Per la parte del Re dei Goblin, Jackson era in cerca di una figura che mostrasse una delicata sensibilità e una profondità emotiva. Il regista si interessò a Humphries dopo aver visto alcuni suoi spettacoli teatrali di Dame Edna e lo giudicò perfetto per il ruolo.

### Grishnákh
Durante il viaggio degli orchi che hanno rapito Meriadoc Brandibuck e Peregrino Tuc, Grishnàkh si oppone al volere di Uglùk, capo degli Uruk-hai, che dirige la banda. Grishnàkh è un soldato di Mordor, e preferirebbe condurre i due prigionieri dal suo padrone Sauron piuttosto che attraversare Rohan, ma ha paura di sfidare Uglùk, ed inoltre egli conosce il segreto che né Sauron né Saruman possono celare: un mezzuomo possiede l'Unico Anello. Perciò Grishnàkh, mentre la banda di orchi è assalita dai prodi cavalieri di Rohan, si apparta con Merry e Pipino per perquisirli e impossessarsi del prezioso gioiello, ignorando che i suoi due prigionieri non lo possiedono. Per fortuna dei due Hobbit, comunque, Grishnàkh viene ucciso da un cavaliere, cosicché essi possono scampare al massacro e rifugiarsi nella grande Foresta di Fangorn. In un'altra versione, Grishnàkh viene ucciso da Barbalbero mentre insegue Merry e Pipino.
Nel film Le due torri della trilogia cinematografica, Grishnàkh è interpretato da Stephen Ure.

### Lagduf
Lagduf è un orco al servizio di Shagrat, ucciso dagli arcieri di Gorbag mentre fuggiva dalla Torre assieme a Muzgash.

### Lug
Lug è un Orco che partecipò all'assedio di Gondolin, fu ucciso da Tuor con l'ascia Dramborleg, che gli troncò le gambe.

### Lugdush
Lugdush è un Uruk-hai al servizio di Saruman, membro della squadra di Uglùk. È menzionato solo in pochi punti, come quando il suo capitano gli ordina di sorvegliare gli Hobbit prigionieri, Meriadoc Brandibuck e Peregrino Tuc.

### Mauhùr
Mauhùr è un Uruk-hai al servizio di Isengard. Egli, durante il passaggio in cui Merry e Pipino sono prigionieri degli Orchi, attende la squadra di Uglùk nei pressi della Foresta di Fangorn; probabilmente viene ucciso dai Cavalieri di Éomer o dagli abitatori di Fangorn. Nel film egli è interpretato da Robbie Magasiva.

### Muzgash
Muzgash è un orco di Cirith Ungol, ucciso dai seguaci di Gorbag mentre lasciava la Torre assieme a Lagduf.

### Orcobal
Il "massimo difensore" delle schiere di Orchi che assalirono Gondolin; decapitato da Ecthelion. Tolkien scrisse la prima versione (mai completata) della caduta di Gondolin nel 1917, tuttavia il personaggio non compare nella versione pubblicata nel Silmarillion.

### Othrod
Un signore degli Orchi nella Prima Era, ucciso da Tuor con un fendente al capo nell'assedio di Gondolin.

### Radbug
Radbug è uno degli Orchi, probabilmente un seguace di Gorbag, ucciso da Shagrat durante la lotta per il possesso di Frodo e dei suoi oggetti.

### Shagrat
Shagrat è una figura di una certa rilevanza nell'opera di Tolkien. Frodo, dopo esser stato ferito dall'immonda Shelob, viene condotto, incosciente, dagli orchi nella Torre di Cirith Ungol. Qui (per fortuna sua e del fedele Sam) il capitano della torre, Shagrat, litiga con il capitano degli Orchi giunti da Minas Morgul, Gorbag. Assieme a loro lottano le rispettive fazioni; infine, nella torre rimangono solo Shagrat, un Orco chiamato Snaga, Frodo e Sam, giunto in seguito. Sam si scontra con Shagrat, ma l'Orco riesce a sfuggirgli; giunto dai suoi superiori, Shagrat consegna loro la cotta di maglia di mithril appartenente a Frodo, e di cui si è impossessato. Non si sa quale sia la fine di Shagrat, ma un Orco che gli Hobbit odono lungo il cammino riferisce ad un commilitone che Shagrat non sarebbe più stato un capitano. Comunque, la cotta di maglia perviene alla Bocca di Sauron, che la mostra a Gandalf durante il colloquio con i Capitani dell'Ovest innanzi al Morannon.
Nel film Il ritorno del re, Shagrat è interpretato da Peter Tait.
Il cantante dei Dimmu Borgir, Shagrath, dichiarò in un'intervista che il suo nome d'arte è ispirato proprio all'uruk nero.

### Snaga
Snaga è un Orco segugio delle schiere di Cirith Ungol. Egli è agli ordini di Shagrat, ma a seguito del litigio fra questi e Gorbag e la morte di tutti gli altri Orchi, egli si rifiuta di obbedire al comando di Shagrat di lasciare la Torre per avvisare i Nazgûl, poiché teme il 'grande guerriero elfico'. Dopo la fuga del suo capitano, Snaga si reca da Frodo, suo prigioniero, per fustigarlo; ma Samvise Gamgee interviene, spaventa l'Orco che ruzzola giù dalle scale, spezzandosi il collo.
Anche un altro Orco porta il nome di Snaga, ma esso compare ne Le due torri: è uno degli Orchi esploratori che Uglùk invia in avanscoperta.
Nell'appendice sui linguaggi in coda al Signore degli Anelli, in particolare nel brano "A proposito degli Orchi e del Linguaggio Nero" il termine Snaga è tradotto con schiavo ed è l'appellativo che gli Uruk-hai davano a tutti gli orchi di altre razze.

### Ufthak
Ufthak è un Orco appartenente alle schiere di Cirith Ungol. Nel libro Il ritorno del re egli viene menzionato dal suo capitano, Shagrat, il quale lo trovò imbozzato nella tana di Shelob, ma non lo liberò per paura di suscitare la collera del ragno.

### Uglùk
Ne Le due torri, Uglùk è un Uruk-hai incaricato da Saruman di guidare la sua truppa attraverso le lande di Rohan. Uglùk è più forte dei suoi simili, e anche di tutti gli altri orchi che compongono la banda, perciò impone la sua volontà uccidendo chi si oppone. Uglùk vuole consegnare gli Hobbit in suo possesso a Saruman, incurante degli ordini provenienti da Mordor portati da Grishnàkh. Ma non riesce a portare a termine la sua missione, poiché viene ucciso dal nipote del Re di Rohan, Éomer, che smonta da cavallo e poi lo decapita nei pressi della Foresta di Fangorn.
Nel film Le due torri, Uglùk è interpretato da Nathaniel Lees. Dopo la morte di Lurtz per mano di Aragorn, Uglùk prende il posto come caposquadra degli Uruk-hai inviati da Saruman a recuperare gli Hobbit portatori dell'Anello.

### Ulbandi
Ulbandi, chiamata anche Fluithuin, è una femmina di Orco e compare nei Racconti ritrovati, essa è inoltre, forse, l'unica femmina di Orco presente nelle opere tolkieniane.
Viene menzionata come madre di Gothmog, assieme a Melkor.

## Orchi senza nome del libro
Vi sono molti personaggi appartenenti alla razza degli Orchi nei libri di Tolkien, tuttavia non tutti hanno un nome; eccone qui di seguito un piccolo elenco.
- Nel Silmarillion, vi è un capitano di Morgoth in occidente che conduce un'azione diversiva per distrarre gli Elfi di Fingon, nascosti fra i monti in attesa di assalire Angband. Questo capitano fa giustiziare crudelmente il prigioniero elfico Gelmir, e verrà ucciso a sua volta dall fratello di Gelmir, Gwindor.
  - Sempre nel Silmarillion vi è un capitano Orco che uccide Barahir e ne esibisce la mano.
- Dei molti Orchi senza nome presenti ne Il Signore degli Anelli il primo è il capo-Orco di Moria, "di dimensioni quasi umane" (probabilmente un Uruk) che avrebbe ucciso Frodo se questi non avesse indossato la cotta di mithril.
  - Vi è poi il capitano ucciso all'uscita di Moria
  - Nel capitolo Gli Uruk-hai vi è una guardia dalle fauci gialle che minaccia Pipino, venendo uccisa da Uglúk.
  - Ne Il ritorno del re, nel capitolo La terra d'Ombra, vi sono due Orchi, un soldato armato di lancia ed un segugio che colpisce Sméagol con una freccia mancandola, che quasi rintracciano Frodo e Sam sulla via di Durthang.
  - Sempre nello stesso capitolo vi sono due Uruk "aguzzini" che spronano una fila di Orchi verso l'Udûn, uno dei quali addirittura ingloba i due Hobbit nella squadra credendoli Orchi e costringendoli ad una massacrante corsa.

## Orchi delle trilogie cinematografiche
Questi sono gli Orchi non inclusi nei libri, ma ideati appositamente nelle trilogie cinematografiche di Peter Jackson.

### Lurtz
Lurtz è il capitano degli Uruk-hai che conduce i suoi simili alla ricerca della Compagnia dell'Anello, con lo scopo di catturare gli Hobbit. Il suo personaggio è interpretato dall'attore Lawrence Makoare.
Lurtz fu il primo degli Uruk-hai di Saruman ad essere creato, e fu il loro comandante nella battaglia contro la Compagnia dell'Anello presso Amon Hen. Qui uccide Boromir, il quale stava difendendo gli Hobbit Merry e Pipino, scagliando contro l'uomo tre frecce. Mentre i suoi compagni catturano gli Hobbit, Lurtz rimane indietro per dare il colpo di grazia a Boromir, ma viene ostacolato da Aragorn che riesce a impedire che il suo amico venga dilaniato e dopo uno scontro uccide Lurtz prima tagliando il braccio destro, poi colpendolo allo stomaco e infine tagliandogli la testa con la spada.
Lurtz era l'Uruk-hai più grosso e forte del suo gruppo. Possedeva anche una straordinaria resistenza fisica. Infatti, nonostante Aragorn gli avesse trapassato la gamba con il suo pugnale, tagliato un braccio e lo avesse infilzato allo stomaco con la sua spada, Lurtz continuava a combattere contro il ramingo.
Nel racconto di Tolkien, Boromir viene ucciso da un orco o più orchi sconosciuti, essendo stato "colpito da molte frecce".
Il personaggio di Lurtz è uno dei personaggi giocabili per la fazione di Isengard nel videogioco Il Signore degli Anelli: La battaglia per la Terra di Mezzo e nei suoi seguiti.

### Snaga
Nel libro, Snaga è un Orco al servizio di Shagrat, ma nel film è un Orco della banda di Grishnàkh a portare tale nome. Egli vuole a tutti i costi divorare Merry e Pipino, a dispetto degli ordini di Mordor e Isengard, ma è lui a finire ucciso da Uglùk e divorato dal resto della banda. Snaga è interpretato da Jed Brophy. Il nome Snaga è inoltre usato dagli uruk-hai per nominare gli orchi comuni. L'orco Snaga è presente anche nel videogioco Guardians of Middle-earth, e la sua arma è un tipo di sciabola.

### Sharkû
Sharkû è il nome del capitano degli Orchi cavalcalupi nel film Le due torri. È interpretato da Jed Brophy.
Lo si vede per la prima volta negli abissi di Isengard, dove Saruman gli ordina di attaccare Rohan con i suoi Mannari; compare poi nella battaglia (presente solo nel film) innanzi al Fosso di Helm tra Cavalieri di Rohan e Orchi cavalcalupi, in cui riesce a far precipitare Aragorn da un dirupo, ma muore pochi istanti dopo per le ferite riportate nello scontro.
Nel libro, Sharkû è il soprannome con cui Saruman veniva chiamato dai suoi servitori, e che significa "vecchio uomo".

### Guritz
Guritz compare nel film Il ritorno del re, interpretato da Joel Tobeck. Nei crediti finali è citato semplicemente come Orc Lieutenant.
Riconoscibile a prima vista per la lunga cicatrice che gli deturpa il volto e per il teschio impalato sul suo elmetto, Guritz è il principale tenente di Gothmog, e partecipa all'assedio di Minas Tirith e alla battaglia che ne segue. Viene ucciso da Aragorn sull'Harlond mentre attende i Corsari di Umbar.

### Fimbul
Fimbul è uno degli Orchi cacciatori di Azog presente nella trilogia cinematografica de Lo Hobbit, e luogotenente di Yazneg, braccio destro di Azog, che guidò gli Orchi cacciatori verso Thorin Scudodiquercia e la sua banda di Nani. Fimbul in seguito diventa il braccio destro di Azog, poiché questi aveva dato Yazneg in pasto ai mannari a causa dei suoi fallimenti.

## Orchi dei videogiochi
Questi sono alcuni degli Orchi che sono stati creati per il videogioco del 2012 Guardians of Middle-earth.

### Felgrom
Questo Goblin è non solo malvagio ma anche pazzo: è una bomba a orologeria sempre in movimento, sempre in esecuzione. Felgrom trasporta sul suo dorso un'enorme bomba esplosiva ma può lanciare anche delle bombe più piccole; indossa una maschera di ferro con un lungo naso a becco. Felgrom e i suoi compagni sono l'avanguardia di una compagnia dei soldati di Mordor abituati a instillare la paura nei loro nemici. Quando si sente minacciato o si sente in trappola Felgrom si suicida facendo esplodere l'enorme bomba che trasporta, ma questo a lui non gliene importa: infatti lo fa consapevolmente sapendo che un loro danno ai nemici di Sauron vale molto della propria vita insignificante; Felgrom in particolare desidera fortemente saltare su un manipolo di soldati e, facendosi esplodere, bruciarli nelle fiamme.

### Lugbol
Una volta morto questo Goblin fu posseduto da un'entita oscura. È coperto da vestiti cremisi e da un'armatura, i cui bracciale destro e l'elmo sono coperti da punte acuminate, e galleggia nell'aria; dentro il suo corpo è presente un'energia negativa, simile alla forza che anima i Balrog (è molto probabile che l'entità che lo ha posseduto sia lo spirito di uno di questi terribili esseri), che gli conferisce il potere di controllare le fiamme e le ombre. Essendo malvagio Lugbol ride della sofferenza dei suoi nemici quando sono avvolti nelle sue fiamme. Inoltre, quando si sente troppo indifeso, può evocare un mannaro di fuoco che lo aiuta nelle sue battaglie.

### Mozgog
Mozgog è un Orco terribile, implacabile e non lascia scampo a nessuno. La sua corazza è costituita da: un elmo con 4 aculei triangolari, un bracciale, collegato a uno dei parabracci, legato al corpo con una cintura, e quella sulla vita ha un teschio animale come fibbia; dal pettorale sinistro al braccio sinistro vi è un tatuaggio tribale verde-scuro; come arma utilizza un'enorme spada. Dopo aver ucciso molti orchi per la sua posizione di potere Mozgog non ha amici ma molti nemici, sia tra le file degli uomini sia tra i suoi stessi compagni rendendolo pericoloso come un animale braccato. Inoltre, i lunghi anni trascorsi a meritarsi il posto come comandante degli Orchi, lo hanno trasformato in un Orco quasi imbattibile: può essere colpito molte volte ma non cede mai e la sua forza è grande che con un colpo di spada può uccidere subito un nemico.